# Desinformation
Desinformation (Zusammensetzung aus des- lat. de‑ „ab-, weg-, fort-, herab-“ und Information von lat. informatio „Auskunft, Benachrichtigung“ bzw. informare „bilden, befähigen, unterrichten“) wird das gezielte Verbreiten von Informationen genannt, dessen Ziel ist, die öffentliche Meinung, einzelne Gruppen oder Einzelpersonen im Sinne politischer oder wirtschaftlicher Interessen zu täuschen. Selten bezeichnet „Desinformation“ auch die beschriebene (als Täuschungsversuch betrachtete) Falschinformation selbst (beispielsweise „schädliche Desinformationen verbreiten“). Die dazu übermittelte Information ist nicht nur nach objektiven Maßstäben unwahr, sondern wird vom Urheber bewusst zum Zweck der Täuschung in die Welt gesetzt (siehe dazu auch Fälschung und Fake). Die Desinformation kann etwa über Massenmedien verbreitet werden, wobei man auch von Medienmanipulation spricht. Die Desinformation ist entweder direkte Lüge oder besteht indirekt aus subtiler Unterdrückung, Verschweigen oder Ablenken von überprüften Fakten.
In zahlreichen Gebieten von Politik und Wirtschaft werden Desinformationen gezielt eingesetzt. So besitzen viele Geheimdienste eigene Abteilungen für die Fälschung und Verbreitung von Informationen. Ein Beispiel dafür war die Hauptverwaltung A des Ministeriums für Staatssicherheit (MfS) der DDR. Im militärischen Bereich werden Desinformationen, beispielsweise über eigene Truppenstärken oder deren räumliche Verteilung, zur Täuschung des Gegners eingesetzt. Verbraucher werden durch Verbreitung von Gerüchten oder öffentlich zugängliche falsche Informationen dahingehend beeinflusst, Produkte eines Mitbewerbers nicht zu kaufen.
2024 kam der Weltrisikobericht des World Economic Forum, für den rund 1500 Experten befragt wurden, zum Ergebnis, dass über den Zeitraum von zwei Jahren betrachtet Desinformation und Falschinformationen noch vor dem Klimawandel das größte globale Risiko für die Gesellschaft darstelle.

## Verursacher und Ziele von Desinformation
Desinformation kann in der Öffentlichkeitsarbeit von staatlichen Stellen (z. B. Geheimdienst oder Militär), von politischen Parteien und Gruppen, von Lobbygruppen oder von Einzelpersonen vorkommen. Ziel ist Täuschung der Bevölkerung, Stimmungsmache oder Verwirrung des Gegners.
Am 11. Januar 1923 beschloss das Politbüro des ZK der KPR(B) ein Büro für Desinformation unter der Leitung des sowjetischen Staatssicherheitsdienstes GPU einzurichten. Hierbei entstand ein Konflikt mit dem sowjetischen Außenministerium, das bereits die Kompetenz für Desinformationskampagnen für sich beanspruchte.
Der russische Generalstabschef Waleri Wassiljewitsch Gerassimow schrieb im Februar 2013 in einem Essay für die Wochenzeitung Woenno-Promyschlennyi Kur’er („Militärisch-Industrieller Kurier“): „Kriege werden nicht mehr erklärt, und wenn sie einmal begonnen haben, verlaufen sie nach einem ungewohnten Muster.“ Nicht-militärische Mittel seien bedeutender denn je, in bestimmten Fällen sogar bedeutender als Waffen. Als nicht-militärische Mittel nannte Gerassimow explizit die Kommunikation. Kriege gewinne nicht, wer mehr Waffen besitzt. Kriege gewinne, wer die Informationen steuert.

## Beispiele
Als gängige Beispiele für Desinformation gelten unter anderem:
- die Operation Bodyguard, die den geplanten Ort der Operation Neptune verschleiern sollte. Neben anderen Desinformationen verbreiteten die Alliierten trügerische Funksprüche und Militärberichte, um die NS-Führung davon zu überzeugen, dass eine große Streitmacht in Ostanglien bereit war, Calais und nicht die Normandie anzugreifen.[10]
- parteiischer Scheinjournalismus, beispielsweise im Zuge rechtspopulistischer Bewegungen wie Pegida.[10] Diese Art von Scheinjournalismus wird teils staatlich gefördert, siehe z. B. staatliche Nachrichtenportale wie Russlands Sputnik sowie die Operation Mockingbird der Vereinigten Staaten.[11][12]
- die Verbreitung von Desinformation, um Wahlen in anderen Ländern zu beeinflussen. Der Wissenschaftler Dov H. Levin nennt hier vor allem die Verbreitung von Desinformation durch die Vereinigten Staaten und Russland.[13]
- die Manipulation sozialer Medien durch Bots und digitale Astroturfing-Kampagnen.[14] Untersuchungen des Oxford Computational Propaganda Project aus dem Jahre 2017 ergaben, dass diese Art der Desinformationsverbreitung von mindestens 28 Staaten betrieben wird.[15]
- die Verbreitung von Desinformation, um politische Gegner zu diskreditieren oder in Verruf zu bringen. Nach aktuellem Forschungsstand wird diese Art von Desinformation „von den meisten größeren Staatsmächten“ verbreitet.[16] Gängige Beispiele sind die Behauptung der Sowjetunion, AIDS sei eine Biowaffe der CIA sowie die Behauptung der USA, der Irak sei im Besitz von Massenvernichtungswaffen, die unter anderem als Vorwand für den Irakkrieg verwendet wurde.[16][17]
- die Kampagne zur Beeinflussung junger schwarzer Wähler der Maga-Bewegung in den Vereinigten Staaten auch unter Verwendung von Propaganda aus Russland, die im September 2024 in den Vorgängen in Folge des Angeblichen Verzehrs von Haustieren durch Migranten aus Haiti (Haitianische Diaspora) in Springfield (Ohio)[18] gipfelte und unter anderem zahlreiche Bombendrohung gegen staatliche Einrichtungen wie Schulen zur Folge hatte.[19]
- Donald Trump wurde im Buch Propagandaschlacht ums Klima von Michael E. Mann als Quelle von Desinformation beschrieben. Demnach hat Trump Befürchtungen sowohl beim Klimawandel als auch bei Covid-19 zunächst als "Schwindel" abgetan. In beiden Fällen "wandte Trump ähnliche Taktiken an und wählte gezielt Daten aus, verbreitete offensichtliche Unwahrheiten und benutzte unbewiesene Erfahrungsberichte anstelle von wissenschaftlichen Fakten", wie die Energy and Environment News berichtete. Dabei war Trump von wissenschaftsfeindlichen Vertretern seiner eigenen Agenda abhängig, um seinen Kurs der Untätigkeit zu rechtfertigen. In den mit dem Pulitzer-Preis ausgezeichneten InsideClimate News veröffentlichte Katelyn Weisbrod einen Artikel mit dem Titel "6 Ways Trump‘s Denial of Science Has Delayed the Response to Covid-19 (and Climate Change)" (6 Arten, auf die Trumps Leugnung der Wissenschaft die Reaktion auf Covid-19 (und den Klimawandel) verzögert hat). Darin beschreibt sie "Fehlinformationen, Schuldzuweisungen, Wunschdenken und das Erfinden von Fakten" als bevorzugte Techniken von Trump.[20][21]

Auch Wikipedia ist nicht frei von Desinformationen. Als bekanntes Beispiel im englischsprachigen Raum gilt der englische Wikipedia-Eintrag des Journalisten John Seigenthaler, in welchem zeitweise behauptet wurde, er sei „direkt in das Kennedy-Attentat verwickelt“ gewesen.

## Probleme in der Definition und Erfassung
Die Einordnung der Information als Desinformation ist bezüglich vieler interpretativer Sachverhalte stark abhängig vom jeweiligen sozio-kulturellen Kontext, was eine automatisierte Detektion in Internet und sozialen Netzwerken erschwert. Laut Alexander Schindler, leitender Forscher am Austrian Institute of Technology, handelt es sich um ein schwaches Konzept: „Desinformation ist kaum definierbar. Die Definition ist von so vielen Faktoren abhängig, zum Beispiel politischen oder religiösen Ansichten, dass eine einheitliche oder standardisierte Kennzeichnung kaum möglich ist.“
Auch können wahre Informationen unter dem Begriff Desinformation fallen, sofern sie selektiv Tatsachen hervorheben (Cherry Picking) oder in einen gewünschten Kontext setzen (Framing). Die Definition dessen, was Desinformation ist, ist in solchen Fällen daher subjektiv.

## Abgrenzung zu verwandten Konzepten

### Desinformation und Propaganda
Desinformation unterscheidet sich vom benachbarten Begriff Propaganda, also der gezielten und einseitigen Kommunikation zur Verfolgung eines bestimmten Ziels von Kommunikatoren. Im weiteren Sinne ist Desinformation auch die gezielte Überversorgung mit – aus der Rezipientenperspektive – nutzlosen Informationen, welche die wichtigen Informationen überdecken sollen. Im Gegensatz zu Desinformation muss Propaganda nicht Falschinformation enthalten.

### Desinformation und Fehlinformation
Desinformation und Fehlinformation (auch Falschinformation) sind nicht dasselbe. Eine Fehlinformation ist eine unrichtige oder irreführende Information. Diese wird im Gegensatz zu Desinformation ohne manipulativen Hintergrund weitergegeben. Bei einer Desinformation handelt es sich hingegen um eine bewusste Täuschung, bei der Fehlinformation wird die unwahre Information unabsichtlich verbreitet.

## Soziale Medien
Desinformation und Verschwörungsmythen werden laut Bundesregierung vor allem über die sozialen Medien und Messenger-Dienste geteilt. Daher sind die Plattformbetreiber in der Verantwortung, gegen die Verbreitung von Desinformation vorzugehen. Auf europäischer Ebene und damit auch auf nationaler Ebene wurden Regelungen im Rahmen des Digital Services Act beschlossen.